# Jebel (Timiș)
Jebel é uma comuna romena localizada no distrito de Timiș, na região histórica do Banato (parte da Transilvânia). A comuna possui uma área de 73.00 km² e sua população era de 3392 habitantes segundo o censo de 2007.